# Archie Gemmill
Archibald Gemmill, detto Archie (Paisley, 24 marzo 1947), è un ex calciatore e allenatore di calcio scozzese, di ruolo centrocampista.
(Mark Renton dopo un rapporto sessuale, dal film Trainspotting)
Assieme a Colin Todd, è primatista di presenze (21) con il Derby County nelle competizioni calcistiche europee.
Nella carriera di club vinse quattro titoli di campione d'Inghilterra e una Coppa dei Campioni; ha inoltre partecipato al campionato del mondo 1978 in Argentina.
Anche suo figlio Scot è stato un calciatore professionista.

## Carriera

### Giocatore

#### Club
L'inizio della carriera professionistica di Gemmill fu caratterizzata da una serie di infortuni, il più grave dei quali fu la rottura della caviglia all'inizio del 1966, ai tempi della militanza nel St. Mirren. Gemmill vanta un record nel calcio scozzese: il 13 agosto 1966, durante un incontro di Coppa di Lega scozzese, egli fu il primo giocatore a subentrare in una partita ufficiale in Scozia, grazie alla neo-istituita norma che autorizzava le sostituzioni durante il gioco
Nel 1967 fu ceduto agli inglesi del Preston per 13.000 sterline e lì, nel campionato inglese, fu notato qualche anno dopo dal tecnico del Derby County Brian Clough. Quando il contratto con il Preston stava per scadere, nel 1970, Clough cercò di far recedere Gemmill dal proposito di firmare per i campioni in carica dell'Everton, e per far ciò guidò da Derby a Preston fino a casa dello scozzese. Una volta incassato il suo ennesimo rifiuto, Clough annunciò che avrebbe dormito in automobile per quella notte, ma la moglie di Gemmill lo invitò a dormire in casa. La mattina dopo, a colazione, Clough riuscì a mettere Gemmill sotto contratto per 60.000 sterline.
Nella stagione 1970-1971 Gemmill segnò solo 3 goal, ma in quella successiva fu uno dei punti fermi della squadra che conquistò il suo primo titolo di campione inglese e, nel 1972-1973, arrivò fino alla semifinale di Coppa dei Campioni contro la Juventus, nel corso della quale Gemmill fu protagonista di una discussa squalifica, che diede a Clough l'occasione di abbandonarsi a un'uscita infelice sulla supposta abitudine degli italiani di tramare trucchi e inganni. Nel 1975 il Derby vinse il suo secondo titolo nazionale con Gemmill capitano.
Quando Clough lasciò il Derby per il Nottingham Forest, cercò di portare con sé parte del nucleo della squadra che gli aveva fatto vincere due titoli nazionali e arrivare in semifinale di Coppa: riuscì nel suo intento nel settembre 1977 con John O'Hare, John McGovern e, appunto, Archie Gemmill, che fu ceduto per 25.000 sterline. Il ruolo che Clough ritagliò per Gemmill nel Nottingham fu quello di rilanciatore dell'azione e ribaltatore del gioco, visto che la squadra faceva del contropiede una delle sue armi più efficaci. Alla prima stagione arrivò il titolo di campione d'Inghilterra e, l'anno dopo, la finale di Coppa dei Campioni a Monaco di Baviera: ma contro il Malmö Gemmill non fu schierato e la conquista del titolo di campione d'Europa non servì a evitare la rottura tra Gemmill e Clough e, in definitiva, con il Nottingham che, infatti, poco dopo lo scozzese lasciò per andare al Birmingham.
Il 18 agosto 1979 Gemmill debuttò in campionato in una sconfitta casalinga per 3-4 contro il Fulham. L'avventura a Birmingham durò due stagioni e mezza, fino al gennaio 1982, anno in cui lo scozzese tentò l'avventura nella North American Soccer League, firmando un contratto con i Jacksonville Tea Men (Florida), squadra dalla vita breve e ormai scomparsa fin dalla metà degli anni ottanta. A fine stagione, nel settembre dello stesso anno, dopo 32 partite, Gemmill tornò in Inghilterra nel relativamente giovane club (nato nel 1932) del Wigan. Dopo sole 11 partite, tuttavia, tornò al Derby County come giocatore / allenatore, fino al suo definitivo ritiro dal calcio giocato nel 1984.

#### Nazionale
Gemmill esordì in Nazionale nel 1971 e giocò 43 volte per la rappresentativa maggiore del suo Paese, prendendo parte alla fase finale del campionato del mondo 1978 in Argentina. L'11 giugno, nell'ultimo incontro del primo turno, la Scozia aveva bisogno di battere i Paesi Bassi con almeno tre gol di scarto per poter guadagnare l'accesso alla seconda fase: al 68', con la Scozia ancora sul 2-1, Gemmill al termine di una serpentina e di un triangolo con Dalglish scartò tre difensori olandesi e realizzò il 3-1 che teneva ancora aperta la speranza. «La Scozia si porta sul 3-1 con uno dei più bei goal, fin qui, di questa Coppa del Mondo. Dopo un uno-due con Dalglish, Gemmill si inserisce in area e batte alle spalle di Jongbloed tenendo ancora in vita le chance di qualificazione. Un bellissimo momento che ha fatto sognare tutta la Scozia», anche se Rob Rensenbrink segnò il gol che chiudeva le speranze. La Scozia fu eliminata nonostante la vittoria per 3-2, e di questo episodio c'è la citazione in epigrafe dal film Trainspotting.
Nonostante quell'episodio, la vita di Gemmill in nazionale non fu sempre facile: gli fu tolta la fascia di capitano quando, mettendosi contro la Federazione, parlò in difesa di Graeme Souness e Alan Hansen: una sua presunta responsabilità in una sconfitta contro gli eterni rivali dell'Inghilterra fu il pretesto per un tacito bando di circa tre anni dalla nazionale. Recentemente, inoltre, sono state fatte accuse, rivelatesi poi infondate, di aver assunto stupefacenti durante il ritiro argentino del 1978.

### Allenatore
Gemmill iniziò l'attività da allenatore al Derby County, mentre era ancora un calciatore in attività. Nel 1984 tornò al Nottingham come vice di Clough per due stagioni. In seguito, negli anni novanta, allenò il Rotherham Utd. Dal 2003 al 2009 è stato l'allenatore della squadra nazionale scozzese Under-19.

## Statistiche

### Cronologia presenze e reti in nazionale
| Cronologia completa delle presenze e delle reti in nazionale ― Scozia | Cronologia completa delle presenze e delle reti in nazionale ― Scozia | Cronologia completa delle presenze e delle reti in nazionale ― Scozia | Cronologia completa delle presenze e delle reti in nazionale ― Scozia | Cronologia completa delle presenze e delle reti in nazionale ― Scozia | Cronologia completa delle presenze e delle reti in nazionale ― Scozia | Cronologia completa delle presenze e delle reti in nazionale ― Scozia | Cronologia completa delle presenze e delle reti in nazionale ― Scozia |
| Data                                                                  | Città                                                                 | In casa                                                               | Risultato                                                             | Ospiti                                                                | Competizione                                                          | Reti                                                                  | Note                                                                  |
| --------------------------------------------------------------------- | --------------------------------------------------------------------- | --------------------------------------------------------------------- | --------------------------------------------------------------------- | --------------------------------------------------------------------- | --------------------------------------------------------------------- | --------------------------------------------------------------------- | --------------------------------------------------------------------- |
| 3-2-1971                                                              | Ougrée                                                                | Belgio                                                                | 3 – 0                                                                 | Scozia                                                                | Qual. Euro 1972                                                       | -                                                                     |                                                                       |
| 13-10-1971                                                            | Glasgow                                                               | Scozia                                                                | 2 – 1                                                                 | Portogallo                                                            | Qual. Euro 1972                                                       | 1                                                                     |                                                                       |
| 1-12-1971                                                             | Amsterdam                                                             | Paesi Bassi                                                           | 2 – 1                                                                 | Scozia                                                                | Amichevole                                                            | -                                                                     |                                                                       |
| 26-4-1972                                                             | Glasgow                                                               | Scozia                                                                | 2 – 0                                                                 | Perù                                                                  | Amichevole                                                            | -                                                                     |                                                                       |
| 20-5-1972                                                             | Glasgow                                                               | Scozia                                                                | 2 – 0                                                                 | Irlanda del Nord                                                      | Torneo Interbritannico 1972                                           | -                                                                     |                                                                       |
| 24-5-1972                                                             | Glasgow                                                               | Scozia                                                                | 1 – 0                                                                 | Galles                                                                | Torneo Interbritannico 1972                                           | -                                                                     | 35’                                                                   |
| 27-5-1972                                                             | Glasgow                                                               | Scozia                                                                | 0 – 1                                                                 | Inghilterra                                                           | Torneo Interbritannico 1972                                           | -                                                                     | 50’                                                                   |
| 29-10-1975                                                            | Glasgow                                                               | Scozia                                                                | 3 – 1                                                                 | Danimarca                                                             | Qual. Euro 1976                                                       | -                                                                     |                                                                       |
| 17-12-1975                                                            | Glasgow                                                               | Scozia                                                                | 1 – 1                                                                 | Romania                                                               | Qual. Euro 1976                                                       | -                                                                     |                                                                       |
| 6-5-1976                                                              | Glasgow                                                               | Scozia                                                                | 3 – 1                                                                 | Galles                                                                | Torneo Interbritannico 1976                                           | -                                                                     | cap.                                                                  |
| 8-5-1976                                                              | Glasgow                                                               | Scozia                                                                | 3 – 0                                                                 | Irlanda del Nord                                                      | Torneo Interbritannico 1976                                           | 1                                                                     | cap.                                                                  |
| 15-5-1976                                                             | Glasgow                                                               | Scozia                                                                | 2 – 1                                                                 | Inghilterra                                                           | Torneo Interbritannico 1976                                           | -                                                                     | cap.                                                                  |
| 8-9-1976                                                              | Glasgow                                                               | Scozia                                                                | 6 – 0                                                                 | Finlandia                                                             | Amichevole                                                            | -                                                                     | cap.                                                                  |
| 13-10-1976                                                            | Praga                                                                 | Cecoslovacchia                                                        | 2 – 0                                                                 | Scozia                                                                | Qual. Mondiali 1978                                                   | -                                                                     | cap. 88’                                                              |
| 17-11-1976                                                            | Glasgow                                                               | Scozia                                                                | 1 – 0                                                                 | Galles                                                                | Qual. Mondiali 1978                                                   | -                                                                     | cap.                                                                  |
| 28-5-1977                                                             | Wrexham                                                               | Galles                                                                | 0 – 0                                                                 | Scozia                                                                | Torneo Interbritannico 1977                                           | -                                                                     |                                                                       |
| 1-6-1977                                                              | Glasgow                                                               | Scozia                                                                | 3 – 0                                                                 | Irlanda del Nord                                                      | Torneo Interbritannico 1977                                           | -                                                                     | 74’                                                                   |
| 4-6-1977                                                              | Londra                                                                | Inghilterra                                                           | 1 – 2                                                                 | Scozia                                                                | Torneo Interbritannico 1977                                           | -                                                                     | 83’                                                                   |
| 15-6-1977                                                             | Ñuñoa                                                                 | Cile                                                                  | 2 – 4                                                                 | Scozia                                                                | Amichevole                                                            | -                                                                     | 46’                                                                   |
| 18-6-1977                                                             | Buenos Aires                                                          | Argentina                                                             | 1 – 1                                                                 | Scozia                                                                | Amichevole                                                            | -                                                                     |                                                                       |
| 23-6-1977                                                             | Rio de Janeiro                                                        | Brasile                                                               | 2 – 0                                                                 | Scozia                                                                | Amichevole                                                            | -                                                                     |                                                                       |
| 7-9-1977                                                              | Berlino                                                               | Germania Est                                                          | 1 – 0                                                                 | Scozia                                                                | Amichevole                                                            | -                                                                     | 65’                                                                   |
| 22-2-1978                                                             | Glasgow                                                               | Scozia                                                                | 2 – 1                                                                 | Bulgaria                                                              | Amichevole                                                            | 1                                                                     | cap.                                                                  |
| 13-5-1978                                                             | Glasgow                                                               | Scozia                                                                | 1 – 1                                                                 | Irlanda del Nord                                                      | Torneo Interbritannico 1978                                           | -                                                                     |                                                                       |
| 17-5-1978                                                             | Glasgow                                                               | Scozia                                                                | 1 – 1                                                                 | Galles                                                                | Torneo Interbritannico 1978                                           | -                                                                     |                                                                       |
| 20-5-1978                                                             | Glasgow                                                               | Scozia                                                                | 0 – 1                                                                 | Inghilterra                                                           | Torneo Interbritannico 1978                                           | -                                                                     | 74’                                                                   |
| 3-6-1978                                                              | Córdoba                                                               | Perù                                                                  | 3 – 1                                                                 | Scozia                                                                | Mondiali 1978 - 1º turno                                              | -                                                                     | 73’                                                                   |
| 7-6-1978                                                              | Córdoba                                                               | Iran                                                                  | 1 – 1                                                                 | Scozia                                                                | Mondiali 1978 - 1º turno                                              | -                                                                     | cap.                                                                  |
| 11-6-1978                                                             | Mendoza                                                               | Scozia                                                                | 3 – 2                                                                 | Paesi Bassi                                                           | Mondiali 1978 - 1º turno                                              | 2                                                                     | 35’                                                                   |
| 20-9-1978                                                             | Vienna                                                                | Austria                                                               | 3 – 2                                                                 | Scozia                                                                | Qual. Euro 1980                                                       | -                                                                     | cap.                                                                  |
| 25-10-1978                                                            | Glasgow                                                               | Scozia                                                                | 3 – 2                                                                 | Norvegia                                                              | Qual. Euro 1980                                                       | 1                                                                     | cap.                                                                  |
| 29-11-1978                                                            | Lisbona                                                               | Portogallo                                                            | 1 – 0                                                                 | Scozia                                                                | Qual. Euro 1980                                                       | -                                                                     | cap.                                                                  |
| 7-6-1979                                                              | Oslo                                                                  | Norvegia                                                              | 0 – 4                                                                 | Scozia                                                                | Qual. Euro 1980                                                       | -                                                                     | cap.                                                                  |
| 17-10-1979                                                            | Glasgow                                                               | Scozia                                                                | 1 – 1                                                                 | Austria                                                               | Qual. Euro 1980                                                       | 1                                                                     | Ammonizione                                                           |
| 26-3-1980                                                             | Glasgow                                                               | Scozia                                                                | 4 – 1                                                                 | Portogallo                                                            | Qual. Euro 1980                                                       | 1                                                                     | cap.                                                                  |
| 16-5-1980                                                             | Belfast                                                               | Irlanda del Nord                                                      | 1 – 0                                                                 | Scozia                                                                | Torneo Interbritannico 1980                                           | -                                                                     | cap.                                                                  |
| 21-5-1980                                                             | Glasgow                                                               | Scozia                                                                | 1 – 0                                                                 | Galles                                                                | Torneo Interbritannico 1980                                           | -                                                                     | cap.                                                                  |
| 24-5-1980                                                             | Glasgow                                                               | Scozia                                                                | 0 – 2                                                                 | Inghilterra                                                           | Torneo Interbritannico 1980                                           | -                                                                     | cap.                                                                  |
| 31-5-1980                                                             | Budapest                                                              | Ungheria                                                              | 3 – 1                                                                 | Scozia                                                                | Amichevole                                                            | -                                                                     | cap.                                                                  |
| 10-9-1980                                                             | Solna                                                                 | Svezia                                                                | 0 – 1                                                                 | Scozia                                                                | Qual. Mondiali 1982                                                   | -                                                                     | cap.                                                                  |
| 15-10-1980                                                            | Glasgow                                                               | Scozia                                                                | 0 – 0                                                                 | Portogallo                                                            | Qual. Euro 1980                                                       | -                                                                     | cap.                                                                  |
| 25-2-1981                                                             | Ramat Gan                                                             | Israele                                                               | 0 – 1                                                                 | Scozia                                                                | Qual. Mondiali 1982                                                   | -                                                                     | cap.                                                                  |
| 25-3-1981                                                             | Glasgow                                                               | Scozia                                                                | 1 – 1                                                                 | Irlanda del Nord                                                      | Qual. Mondiali 1982                                                   | -                                                                     | cap.                                                                  |
| Totale                                                                |                                                                       | Presenze                                                              | 43                                                                    |                                                                       | Reti                                                                  | 8                                                                     |                                                                       |

## Palmarès

### Giocatore

#### Competizioni nazionali
- Campionato inglese di seconda divisione: 1

Derby County: 1968-1969
- Campionato inglese: 3

Derby County: 1971–1972, 1974–1975
Nottingham Forest: 1977-1978
- Charity Shield: 2

Derby County: 1975
Nottingham Forest: 1978
- Coppa di Lega inglese: 2

Nottingham Forest: 1977-1978, 1978-1979

#### Competizioni internazionali
- Watney Cup: 1

Derby County: 1970
- Texaco Cup: 1

Derby County: 1971-1972
- Coppa dei Campioni: 1

Nottingham Forest: 1978-1979

### Allenatore

#### Competizioni nazionali
- Football League Trophy: 1

Rotherham United: 1995-1996